# بيل كونينغهام (موسيقي)
بيل كونينغهام (بالإنجليزية: Bill Cunningham)‏ هو موسيقي أمريكي، ولد في 23 يناير 1950 في ممفيس في الولايات المتحدة.

## وصلات خارجية
- بيل كونينغهام على موقع ميوزك برينز (الإنجليزية)
- بيل كونينغهام على موقع ديسكوغز (الإنجليزية)